# Condado de Holmes (Flórida)
O condado de Holmes (em inglês:  Holmes County) é um dos 67 condados do estado americano da Flórida. A sede e cidade mais populosa do condado é Bonifay. Foi fundado em 8 de janeiro de 1848.

## Geografia
De acordo com o United States Census Bureau, o condado possui uma área de 1 267 km², dos quais 1 240 km² estão cobertos por terra e 27 km² por água.

## Demografia
Segundo o censo nacional de 2010, o condado possui uma população de 19 927 habitantes e uma densidade populacional de 17 hab/km². Possui 8 641 residências, que resulta em uma densidade de 7 residências/km².
Das cinco localidades incorporadas no condado, Bonifay é a mais populosa e a mais densamente povoada, com 2 793 habitantes e densidade populacional de 264,3 hab/km². Noma é a menos populosa, com 211 habitantes. De 2000 para 2010, a população de Ponce de Leon cresceu 31% e a de Bonifay reduziu em 31%. Apenas uma localidade possui população superior a mil habitantes.